# Фет, Штеффен
Штеффен Фет (нем. Steffen Fäth; род. 4 апреля 1990, Франкфурт-на-Майне) — немецкий гандболист, выступает за немецкий клуб «Эрланген» и сборную Германии на позиции левого полусреднего.

## Карьера

### Клубная
Штеффен Фет начинал выступать в 2007 году в клубе Валлау/Массенхайм. В 2008 году Штеффен Фет перешёл в немецкий клуб Райн-Неккар Лёвен, а в сезоне 2009/10 Фет был отдан в аренду клубу Гуммерсбах. С клубом Гуммерсбах Штеффен Фет выиграл кубок обладателей кубков в сезоне 2009/10. В 2010 году Штеффен Фет перешёл в ГК Ветцлар. В 2016 году Фет переходит в Фюксе Берлин. В октябре 2017 года, стало известно, о заключении Штеффаном Фетом 3-летнего контракта с немецким клубом Райн-Неккар Лёвен, срок которого начинается с сезона 2018/19.

#### В сборной
Штеффен Фет выступает за сборную Германию. Штеффен Фет дебютировал в сборной Германии 15 апреля 2010 года в матче против Дании. Всего, Фет сыграл за Германию 43 матча и забросил 82 мячей. Победитель чемпионата Европы 2016.

## Награды
- Обладатель кубка обладателей кубков: 2010
- Победитель чемпионата Мира среди молодёжи: 2009
- Чемпион Европы по гандболу: 2016
- Бронзовый призёр летних Олимпийских игр: 2016
- Победитель чемпионата Европы среди молодёжи: 2008
- IHF Rookie of the Year: 2010

## Статистика
Статистика Штеффена Фета за сезон 2018/19 указана на 28.12.2019
| Сезон        | Клуб                | Лига       | Матчи | Голы | 7-метр | Голы |
| ------------ | ------------------- | ---------- | ----- | ---- | ------ | ---- |
| 2008/09      | Райн-Неккар Лёвен   | Бундеслига | 10    | 16   | 1      | 15   |
| 2009/10      | Гуммерсбах (Аренда) | Бундеслига | 29    | 14   | 0      | 14   |
| 2010/11      | Ветцлар             | Бундеслига | 24    | 31   | 5      | 26   |
| 2011/12      | Ветцлар             | Бундеслига | 33    | 75   | 0      | 75   |
| 2012/13      | Ветцлар             | Бундеслига | 29    | 114  | 10     | 104  |
| 2013/14      | Ветцлар             | Бундеслига | 31    | 142  | 12     | 130  |
| 2014/15      | Ветцлар             | Бундеслига | 31    | 146  | 7      | 139  |
| 2015/16      | Ветцлар             | Бундеслига | 30    | 136  | 0      | 136  |
| 2016/17      | Фюксе Берлин        | Бундеслига | 34    | 82   | 0      | 82   |
| 2017/18      | Фюксе Берлин        | Бундеслига | 28    | 142  | 0      | 142  |
| 2018/19      | Райн-Неккар Лёвен   | Бундеслига | 28    | 56   | 0      | 56   |
| 2019/20      | Райн-Неккар Лёвен   | Бундеслига | 19    | 20   | 0      | 20   |
| 2008-по н.в. | Итого               | Бундеслига | 317   | 992  | 35     | 957  |